# Engstfeld (Halver)
Engstfeld ist eine Hofschaft in Halver im Märkischen Kreis im Regierungsbezirk Arnsberg in Nordrhein-Westfalen (Deutschland).

## Lage und Beschreibung
Engstfeld liegt auf einer Höhe von 350 Meter über Normalnull im südlichen Halver unmittelbar an der Stadtgrenze zu Wipperfürth. Durch den Ort fließt die Hönnige, ein Nebenfluss der Wupper.
Nachbarorte sind Auf dem Heede, Brocksiepen und Wöste, sowie die Wipperfürther Ortschaften Engsfeld und Niederengsfeld. Der Ort ist über eine Nebenstraße erreichbar, die von der Landesstraße L284 bei Engsfeld abzweigt und nach Rönsahl führt. 
Die Hofschaft besteht aus zwei getrennten Siedlungsplätzen, die zur Unterscheidung Oberengstfeld und Mittelengstfeld genannt werden. Der Abspliss Niederengsfeld liegt bereits auf Wipperfürther Stadtgebiet.

## Geschichte
Engstfeld wurde erstmals 1163 urkundlich erwähnt, die Entstehungszeit der Siedlung wird aber für den Zeitraum zwischen 693 und 750 während der sächsisch-fränkischen Grenzauseinandersetzungen vermutet.
Engstfeld war ein Oberhof des Klosters Herdecke. Südwestlich des Ortes verlief seit dem Mittelalter bis in die frühe Neuzeit die Elberfelder Linie der Bergischen Landwehr. 
Im Mittelalter war Engstfeld sehr wahrscheinlich ein von Adeligen bewohnter, mit einem Wassergraben gesicherter Gräften- und Herrenhof. Bekannt sind Mitglieder der Familie von Plettenberg zu Engstfeld (von Plettenberg = westfälisches Uradelsgeschlecht) für die Zeit von 1567 bis 1649 in verschiedenen Publikationen. 1707 wurde das Gut mit mindestens 600 Morgen Land (ca. 1,54 km²) aus finanziellen Gründen verkauft und ging in bürgerlichen Besitz. Zwischen 1720/30 und 1790 gehörte es der Familie von Holtzbrinck aus Altena bzw. ab 1790 einer verwandten Familie aus Hessen. Diese verkaufte das Gut gegen 1822 an einen Landwirt. Von den ursprünglichen Hofgebäuden existieren heute keine mehr.
Um 1500 ist durch Urkunden belegt, dass der Hof Engstfeld dem bergischen Amt Beyenburg abgabenpflichtig war. Die Gerichtsbarkeit des Hofs unterstand einem extra für die bergischen Höfe im ansonsten märkisch beherrschten Kirchspiel Halver bestellten bergischem Richter, was häufig zu Streit mit dem für das Kirchspiel eigentlich zuständigen märkischen Gografen führte.
1818 lebten 28 Einwohner im Ort. 1838 gehörte Engstfeld als Obern-Engstfeld der Bommerter Bauerschaft innerhalb der Bürgermeisterei Halver an. Der laut der Ortschafts- und Entfernungs-Tabelle des Regierungs-Bezirks Arnsberg als Hof und ehemaliges Rittergut kategorisierte Ort besaß zu dieser Zeit zwei Wohnhäuser und fünf landwirtschaftliche Gebäude. Zu dieser Zeit lebten 20 Einwohner im Ort, allesamt evangelischen Glaubens.
Das Gemeindelexikon für die Provinz Westfalen von 1887 gibt eine Zahl von 31 Einwohnern an, die in fünf Wohnhäusern lebten.

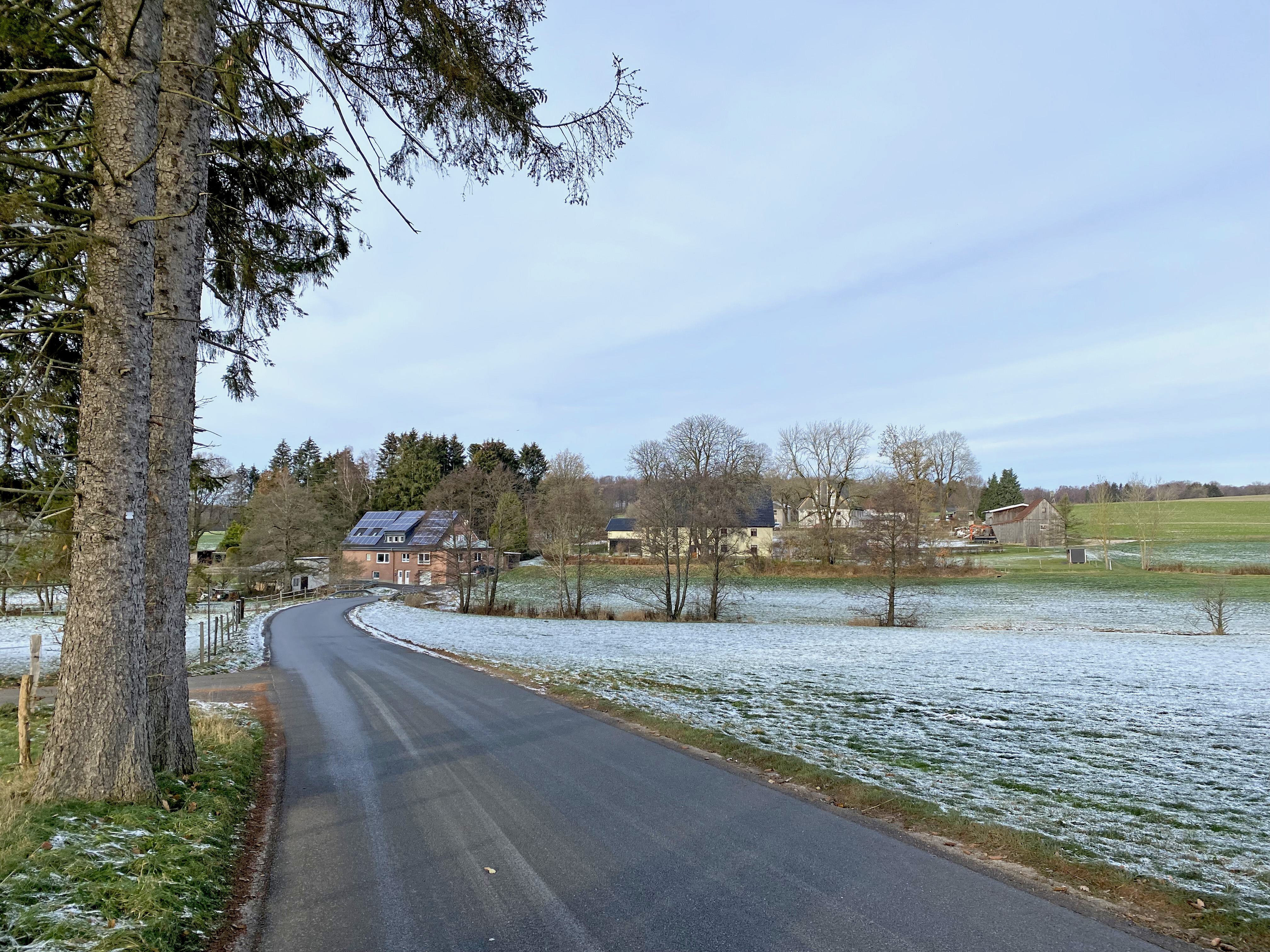
Engstfeld
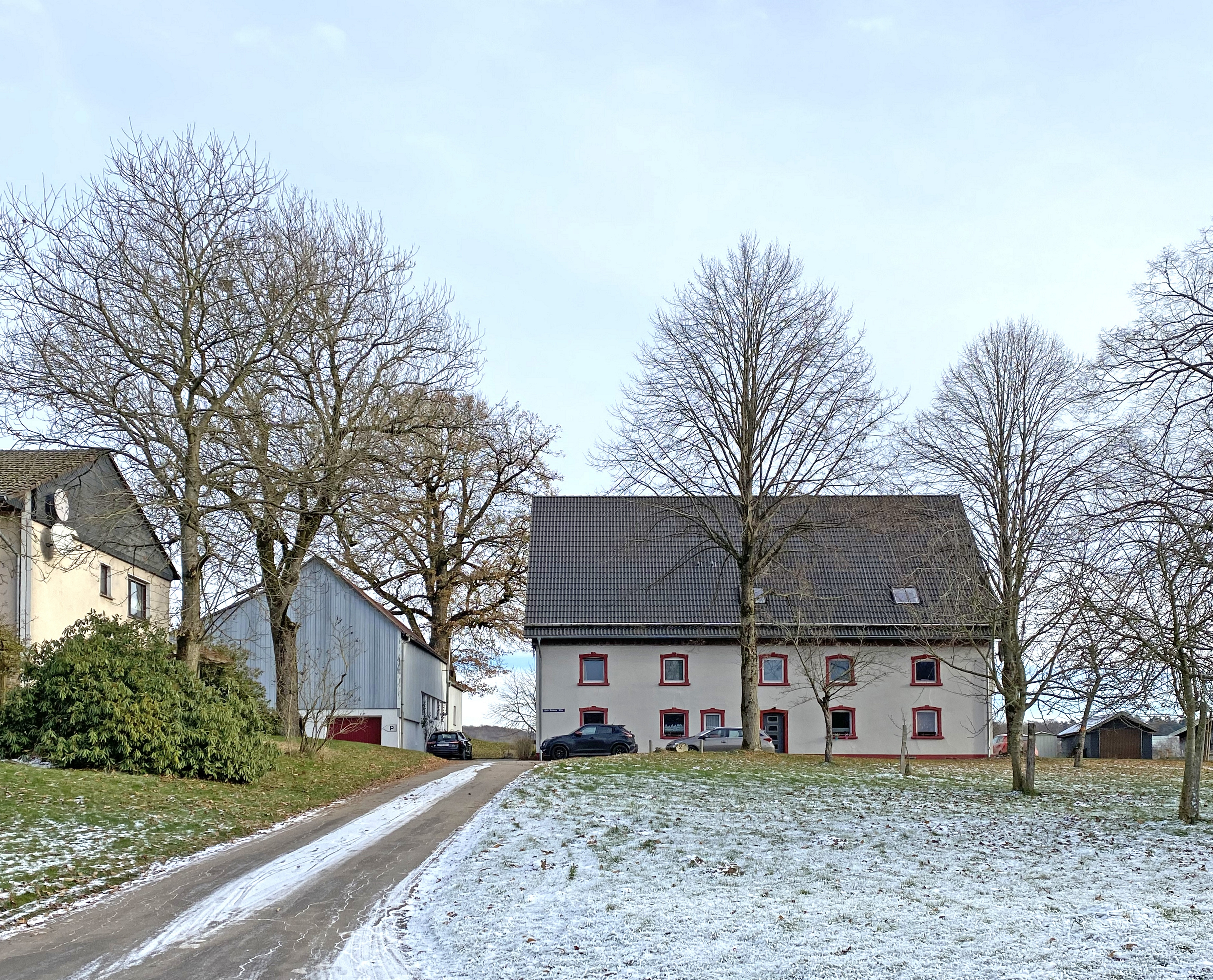
Hof Engstfeld 1